# 미나미다이토 공항
미나미다이토 공항(일본어: 南大東空港, IATA:MMD, ICAO:ROMD)은 일본 오키나와현 미나미다이토 섬에 있는 공항이다.

## 운항 노선

### 국내선
| 항공사           | 목적지 |
| ---------------- | ------ |
| 류큐 에어 커뮤터 | 나하   |